# Afro-dite
Afro-dite – szwedzki zespół wokalny wykonujący muzykę pop.
Nazwa zespołu pochodzi od nazwy greckiej bogini miłości, Afrodyty.

## Historia zespołu
W 2002 roku zespół wygrał szwedzkie eliminacje eurowizyjne Melodifestiwalen 2002 z utworem „Never Let It Go”, dzięki czemu reprezentował Szwecję w finale 47. Konkursu Piosenki Eurowizji organizowanego w Tallinnie. Przed finałem wokalistki były jednymi z faworytek bukmacherów do wygrania konkursu. Ostatecznie zajęły ósme miejsce z 72 punktami na koncie. 
Rok później zespół ponownie zgłosił się do krajowych eliminacji eurowizyjnych Melodifestivalen, tym razem z utworem „Aqua playa”, z którym zajął siódme miejsce w finale selekcji. Niedługo po koncercie, trio ogłosiło zakończenie współpracy.
W 2007 roku wokalistki reaktywowały zespół.

## Skład zespołu
- Kayo Shekoni – śpiew
- Blossom Tainton-Lindquist – śpiew
- Gladys del Pilar – śpiew

## Dyskografia
Opracowano na podstawie materiału źródłowego:
- 2002: Never Let It Go
- 2002: Rivers Of Joy
- 2002: Turn It Up
- 2003: Aqua Playa

## Nagrody i wyróżnienia
| Rok  | Kategoria     | Tytułem           | Nagroda | Nota    | Źródło |
| ---- | ------------- | ----------------- | ------- | ------- | ------ |
| 2003 | Piosenka roku | „Never Let It Go” | Grammis | Wygrana | [ 15 ] |